# 윌리엄 페니 브룩스
윌리엄 페니 브룩스(영어: Dr. William Penny Brookes, 1809년 8월 13일~1895년 12월 11일)는 잉글랜드의 교육자로 1850년에 처음 열렸으며 1860년부터는 1년마다 개최하는 웬록 올림픽의 창시자이기도 하다.
설립 이전에는 외과의, 행정판사, 식물학자 등으로 일하기도 했다. 브룩스는 잉글랜드의 슈롭셔주에 있는 작은 마을인 웬록에서 태어나고 자라고 일하고 죽었다. 하지만 이탈리아와 프랑스에 유학을 간 적도 있었다. 학교 과정에 신체적인 활동을 넣기 위한 그의 적극적인 활동이 쿠베르탱과 만날 기회를 주었다. 이 젊은 프랑스인 귀족은 1890년에 웬록을 방문해서 브룩스와 같이 묵었다. 웬록 마을에서는 바론을 위해 특별히 가짜 경기(웬록 올림픽)를 선보이기도 했으며 이것에 감명을 받은 쿠베르탱은 브룩스와 토론을 나누었다. 그 결과, 1894년에는 IOC를 설립했으며 IOC는 1896년에 아테네에서 열린 하계 올림픽을 주관했다.
브룩스 박사는 사회 개혁가로 그가 '모든 부류의 사람'이라고 부르는 자들에게 정신적, 신체적으로 걸맞은 지식을 접할 수 있도록하는 캠페인을 쉼없이 벌였다. 1841년에는 지역주민들이 독서를 할 수 있도록 '농경 독서 모임'(Agricultural Reading Society)를 만들었으며 1850년에는 올림피안 클래스 모임(Olympian Class of that Society)을 만들었다. 1859년에는 올림피안 클래스라는 명칭을 웬록 올림픽 게임으로 변경했다. 또한 영국에서는 예전까지는 이러한 류(類)의 대회에는 귀족층과 같은 엘리트들만 참가할 수 있었던 것에 반해서 브룩스 박사는 노동자들도 참가할 수 있도록 유도했다.

## 생애
윌리엄 페니 브룩스는 그의 아버지인 윌리엄 브룩스가 의사로 있던 웬록에서 태어났다. 그는 런던에서 의학을 배웠으며 16세기 중세에 있던 허브 정원으로 유명한 이탈리아의 파도바로 가서 흥미를 갖고 있던 약초학과 식물학을 배웠다. 파리의 소르본대학교에서 더 공부를 하던 중에 부친이 사망했다는 소식을 듣고 1831년에 웬록으로 돌아와서 그의 아버지가 남겨놓은 거대한 의학 실험 및 가족들과 함께 살게되었다.
그가 식물학자로서 한 일 중에는 찰리 허베트가 The History and Description of the County of Salop (1837)을, 윌리엄 레이턴이 Flora of Shropshire (1841)를 저술하는 것을 돕기 위해 웬록 지방에 있는 식물에 대한 정보를 알려주기도 했다. 그의 식물 표본집은 웬록 박물관에 전시되었다. 지역 활동에도 활발히 참가해서 1841년에는 치안판사가 되어서 거의 40년간 활동했다. 그 활동으로 인해 그는 주취자나 강도와 같은 지역사회에서 일어나는 잡다한 사건과 직면하게 되었으며 이로 인해 체계적인 신체적 운동과 노동자를 위한 교육을 발달시킨다는 그의 열망을 더욱 끓어오르게 했다. 1841년에는 또 '쓸모있는 정보의 확산'이라는 취지로 초기의 공공 대출 도서관인 '농경 독서 모임'(Wenlock Agricultural Reading Society)을 조직했다. 미술, 음악, 식물학과 같은 다양한 강좌도 만들어졌으며 후에는 웬록 올림피안 클래스도 만들어졌다.. 브룩스 박사가 개설한 모든 강좌와 도서관은 '모든 사람'에게 열려있었다. 브룩스 박사는 이러한 행위로 인해 비난받았다.
1850년에는 농경 독서 모임에서 '올림피안 클래스'라는 것을 만들었으며 개설 취지는 다음과 같다. "웬록 지역과 인근 거주민, 특히 노동자들의 도덕적, 신체적, 지적 발달을 위해서 외부 운동으로 격려하며 1년마다 모두가 한 자리에 모여서 운동 경기의 기술(테크닉)과 지적, 산업적인 학식에 대한 진보에 대해서 그에 상응하는 것을 수여하기 위함."("for the promotion of the moral, physical and intellectual improvement of the inhabitants of the town and neighbourhood of Wenlock and especially of the working classes, by the encouragement of outdoor recreation, and by the award of prizes annually at public meetings for skill in Athletic exercise and proficiency in Intellectual and industrial attainments") 첫 모임은 1850년 10월에 이루어졌으며 선수들도 참가하고 고리 던지기, 축구, 크리켓과 같은 전통놀이도 행해졌다. 이것은 급격히 확산돼서 몇 년도 채 안돼서 런던과 리버풀에서도 선수들이 모이기 시작했다.
브룩스 박사는 친그리스 주의여서 고대 그리스 사회에서 시행되었던 민주적 절차들(모든 남성들은 투표가 가능하다, 정치 및 스포츠에 적극적 참여가 가능하다등)을 엄청나게 좋아했다. 고대 올림픽은 모든 계층의 남성들에게 열려있었으며 젊은 남성에게는 이기고자 하는 욕망과 자신감을 불어넣어 줄 수 있었다. 18세기 중반의 영국에서는 사립학교에 교육비를 내는 아이나 전문직종을 가진 자의 아이만 스포츠 경기에 참가할 수 있었다. 브룩스 박사는 고대 올림픽의 정신을 갖고 있어서 모든 계층의 사람들이 경기에 참가할 수 있도록 유도했다.
웬록 올림픽이 1859년에 처음 열렸을 때 브룩스 박사에게 많은 비난이 쏟아졌다. 왜냐하면 이 경기가 '모든 계층의 사람'에게 참가가 허용되었기 때문이다. 비난자들은 이러한 경기가 반항적이고 음탕한 행동을 야기시켜서 남편들이 아내한테서 떠날 수 있다고 생각했다. 브룩스 박사는 쉴 새 없이 공립학교의 학생과 교수들의 자제만 경기에 참가하게 해달라는 요청을 거절했다. 이 경기는 엄청난 성공을 받았으며 협박과 방해 공작도 더 이상 발생하지 않았다.
그 후에는 시의 경제적 번영을 위해 웬록에 철도를 가져다 놓기도 했다. 첫 시험 운행은 웬록 올림픽이 열리는 날에 오게 해서 버밍햄과 울버햄튼 쪽 선수들이 제 때 올 수 있도록 했다. 이 때 브룩스 박사는 젊은 노동자들이 참가할 수 있도록 기차표를 공짜로 하도록 또 다시 주장했다. 보다 넓은 지역에서 오는 선수들로 인해 더욱 경쟁적이고 재미있는 경기가 되었으며 앞으로의 경기를 위한 신체적 훈련의 필요성 또한 생기게 되었다.
브룩스는 1859년에 아테네에서 열리는 고대 올림픽 부흥 경기를 지원하는자인 에방겔리스 자파스와 만났다. 1860년에는 올림피안 클래스가 웬록 올림픽 공동체로 되어서 자파스 올림픽에 참가했던 선수들의 참가를 허용했다. 기록에 의하면 첫 번째 선수는 피트로스 벨리사리우(Petros Velissariou, 오토만 제국의 스미느라 태생.)로 첫 번째 국제 올림픽 선수였다. 1865년에 브룩스는 리버풀에 기반을 둔 국가 올림픽 위원회(NOA)를 설립하는데 도움을 주었다. 국내에 한하긴 했지만 이들의 첫 올림픽은 1866년에 런던의 수정궁에서 열려서 10,000명 이상의 관객을 끌어모으는 성공을 기록했다. 유명한 크리켓 선수인 W.G. 그레이스는(당시는 그가 유명해지기 전이다) 허들 경기에 참가했다. 현재의 아마추어 선수 연맹인 아마추어 선수 클럽은 NOA의 경쟁상대로써 구성되었다. 1877년에는 빅토리아 국왕의 기념식에 대한 뜻으로 그리스에게 올림픽과 관련된 무엇인가를 선물로 달라고 요청했다. 그에 대한 응답으로 요르요스 1세는 시루즈베리에서 열린 올림픽 대회 때의 은색 컵을 선물로 주었다. 이로 인해 브룩스는 그리스 정부와도 만남을 가졌지만 아테네에서 1881년에 국제 올림픽 페스티벌을 연다는 계획은 무위로 돌아가버렸다.
브룩스는 지역 사회의 또다른 활동에도 많이 참가했다. 그는 마을에 처음으로 전기를 공급한 웬록 가스 회사의 회장으로 1856년에 취임했다. 지역 도로공사의 의원이기도 했으며 웬록과 7개의 연락역 철도 회사(Severn Junction Railway Company)의 이사가 되기도 했다. 1861년에는 웬록행(行) 기차가 처음 왔을 때와 웬록 올림픽이 우연히 동시에 열리기도 했다.
1871년에는 커리큘럼에 교련과 체육을 넣은 웬록 국립 학교를 운영했다. 그는 학교에 다니는 어린이들이 농장일이나 채석장일 같이 힘 쓰는 일을 할 것이며 신체적인 힘은 정신적인 능력만큼이나 중요하다고 여겼다..
브룩스가 교육일에 종사할 때 그는 항상 최고의 선생을 찾으러 다녔다. 그러므로 그 당시에는 약초학과 식물학을 공부하기에는 제격이며 중세 허브 정원에 의대가 있던 파도바에 갔다. 소르본으로도 가서 선생을 찾아보기도 했다. 이것은 현재 보면 매우 선구자적인 자세로 1830년대에 유럽에서 좋은 선생을 찾아 이리저리 다니는 것은 흔치않은 일이었을 것이다. 브룩스는 정신과 신체의 관계성을 찾는데 시간을 보냈다.
1889년에는 체육활동 국제 의회를 설립한 쿠베르탱을 웬록에 초대했다. 윌리엄 페니 브룩스와 바론 드 쿠베르탱의 접견은 레이븐 호텔에서 이루어졌으며 현재 레이븐 호텔에는 그당시의 많은 유품들이 남아있어서 쿠베르탱이 브룩스에게 직접 보낸 편지 원본도 있다. 웬록 올림픽의 만남은 1890년에도 열렸으며 많은 장관을 연출했다. 프랑스로 돌아오는 길에 쿠베르탱은 그가 머물렀던 것에 대해 "Les Jeux Olympiques à Much Wenlock"라는 기사에 강렬한 설명을 했으며 올림픽의 재건에 대한 그의 주장도 나타났다. 그는 이렇게 썼다. "만약 그리스에서 올림픽이 오늘날까지도 열릴 수 없다면 그것은 그리스인 때문이 아니라 W P 브룩스 때문이다." (이것은 논쟁의 대상인데 국제 올림픽 대회는 그리스에서 1859, 1870, 1875년에 아테네어셔 열렸으며 에방겔리스 자파스가 지원한 1859년 대회 때의 프로그램은 후에 웬록 올림픽 때 쓰인다.) 비록 쿠베르탱이 브룩스의 영향을 얕보기는 했어도 그와 몇 년간 더 만났으며 웬록 올림픽 때 쓸 금메달을 보내주기도 했다.
안타깝게도 브룩스는 IOC의 주관하에 개최된 1896년 하계 올림픽이 열리기 불과 네 달전에 사망했다.
웬록 올림픽 공동체는 그의 최초 이상을 유지하기 위해서 현재도 1년마다 대회를 열고 있다. 웬록에 있는 윌리엄 브룩스 학교는 그의 이름을 따라 지은 것이다.